# كارل بانزرام
كارل بانزرام (28 يونيو 1891 -5 سبتمبر 1930) هو قاتل متسلسل ومغتصب ومُسبب حرائق وسارق. في اعترافات السجن وفي سيرته الذاتية، ادعى أنهُ ارتكبَ 21 جرية قَتل، ولكن مُعظمها لا يُمكن إثباتها، كما ذُكر أنه قام بحوالي 1000 عملية اغتصاب ضد أطفالٍ ورجال، ولكن بعد سلسلة من السجن والهروب، أُعدم في عام 1930 لِقتله أحد موظفي سجن ليفنوورث الاتحادي.

## إعدامه
شُنقَ كارل في 5 سبتمبر 1930. عندما حاول الحراس وضع غطاء أسود فوق رأسه، بصقَ في وجه الجلاد، وعندما سُئِل عن كلماته الأخيرة، قال: «نعم، عجلوا به يا أنذال! يمكنني قتل اثني عشر رجلًا بينما تقفون حولي بلا فائدة!». قبرهُ في مقبرة ليفنوورث العقابية، ولا يحمل سوى رقم سجنه 31614.

## معرض صور

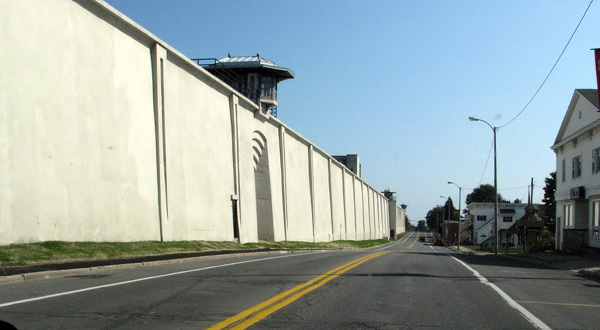
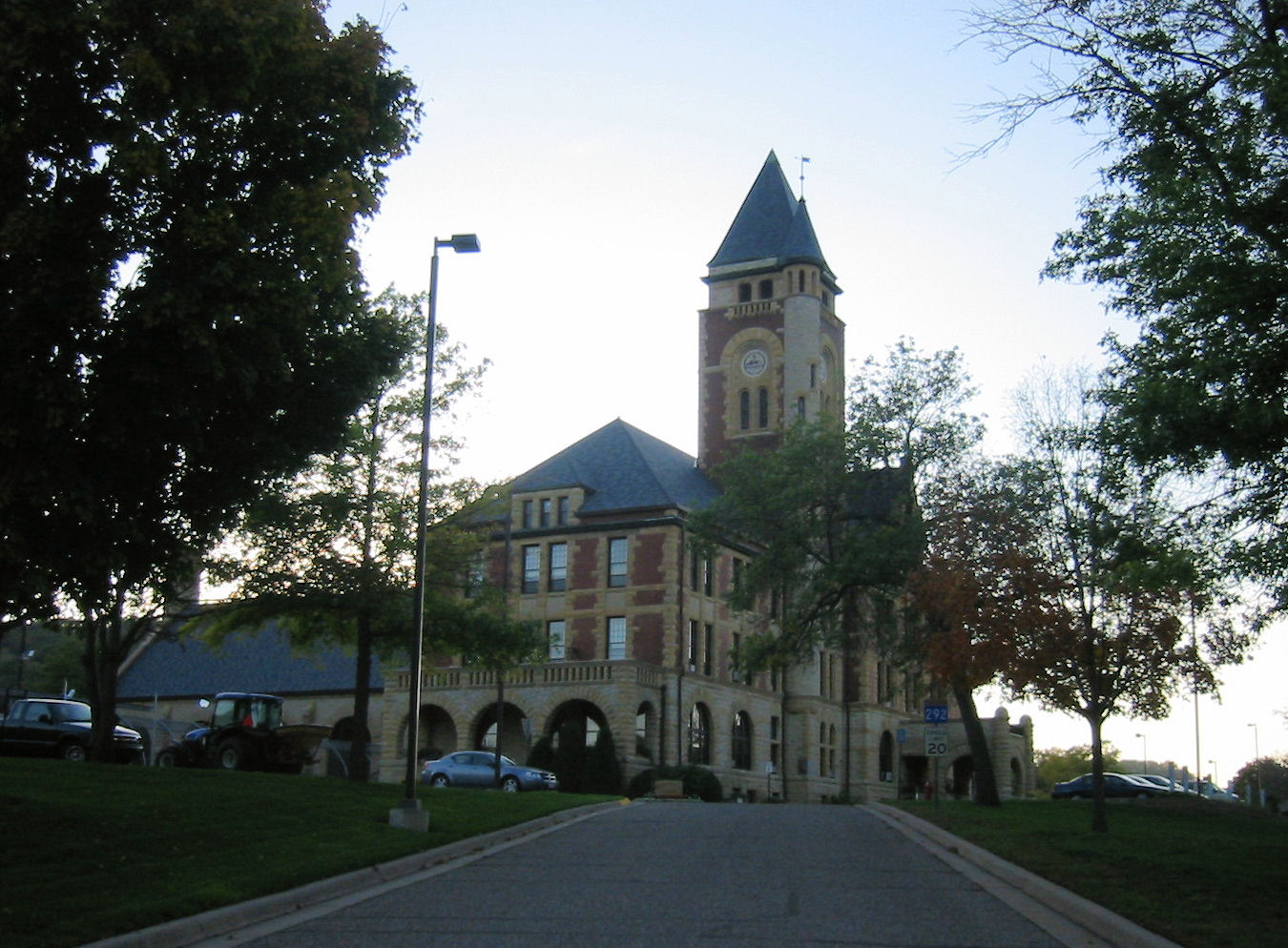
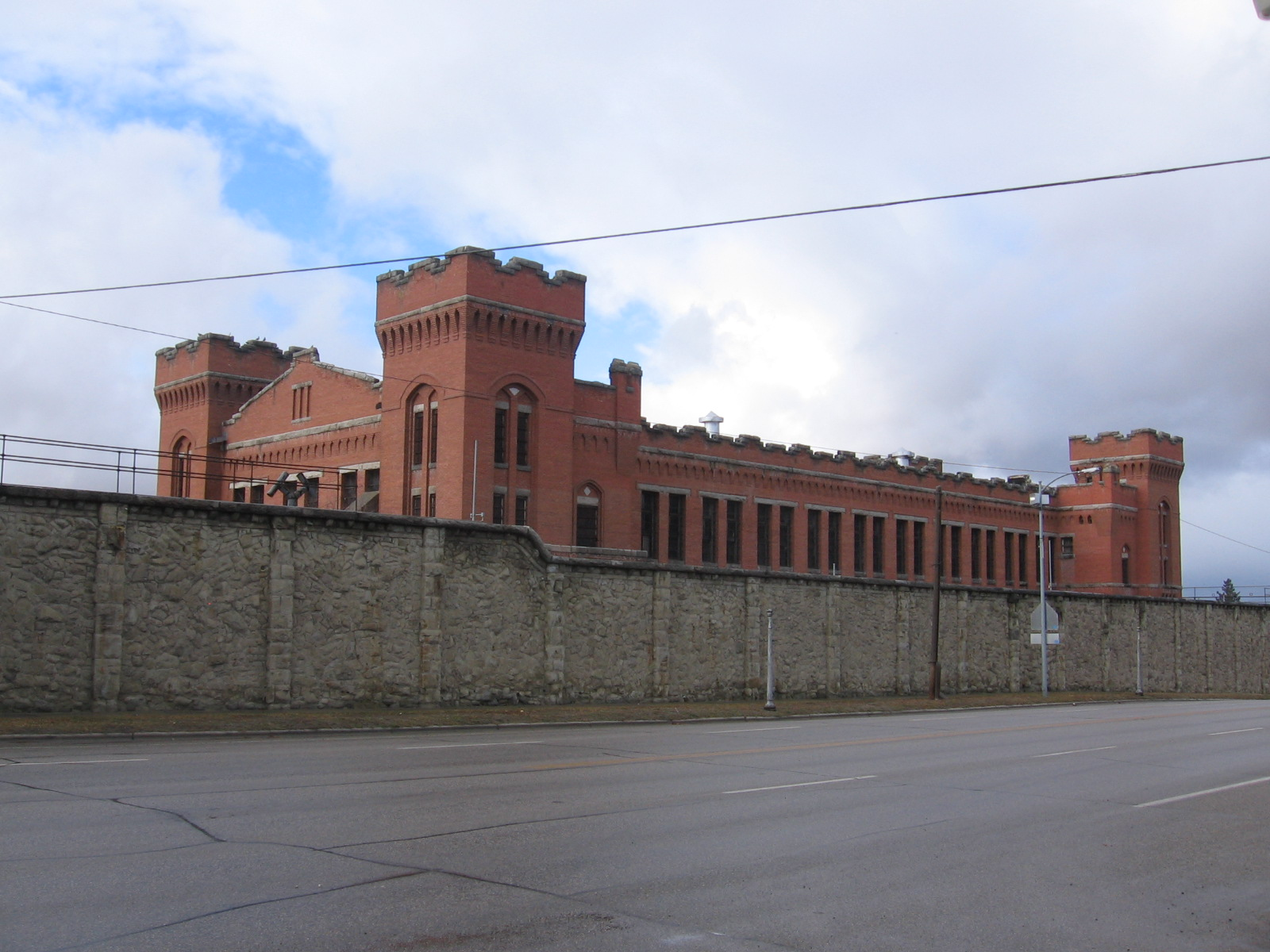
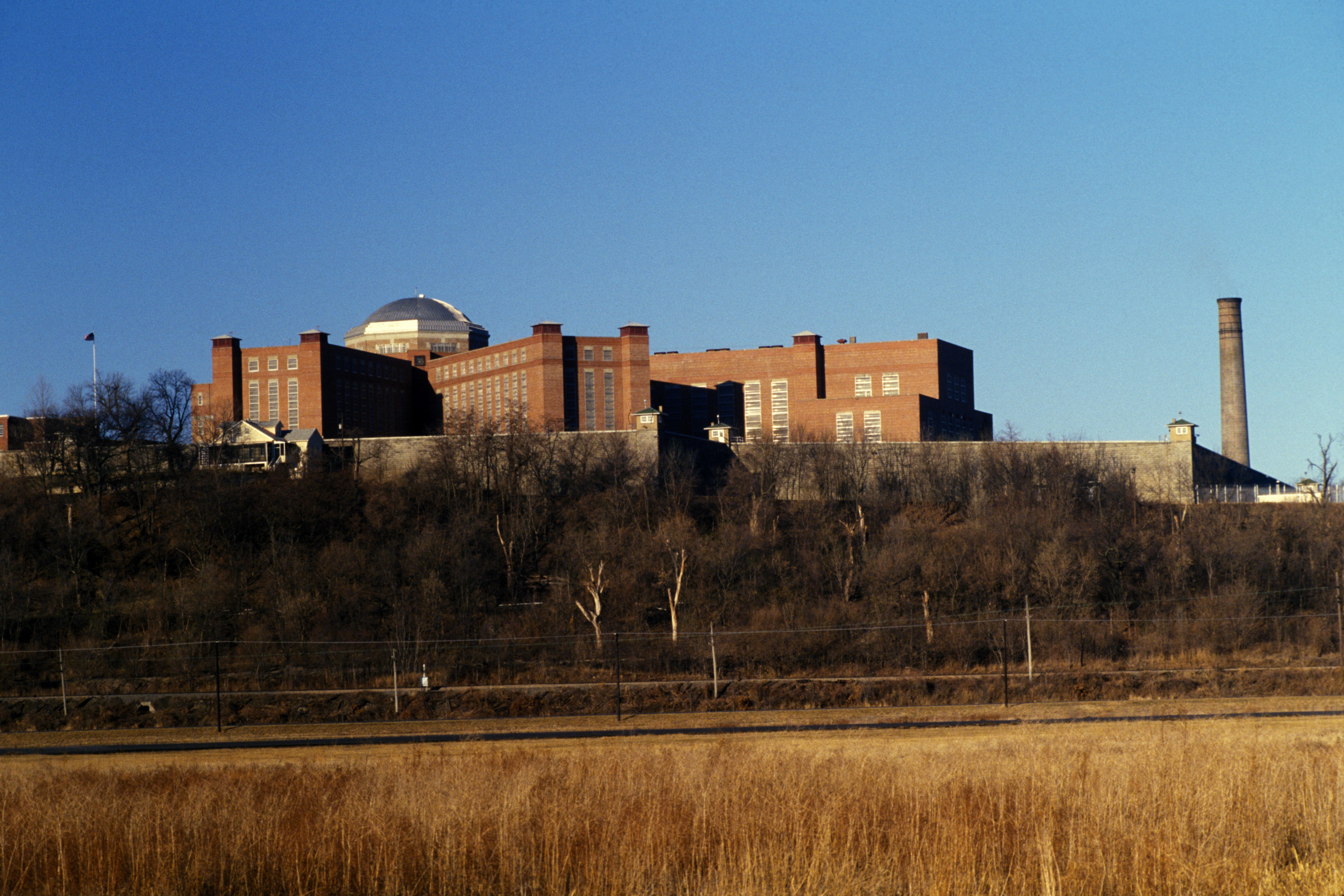
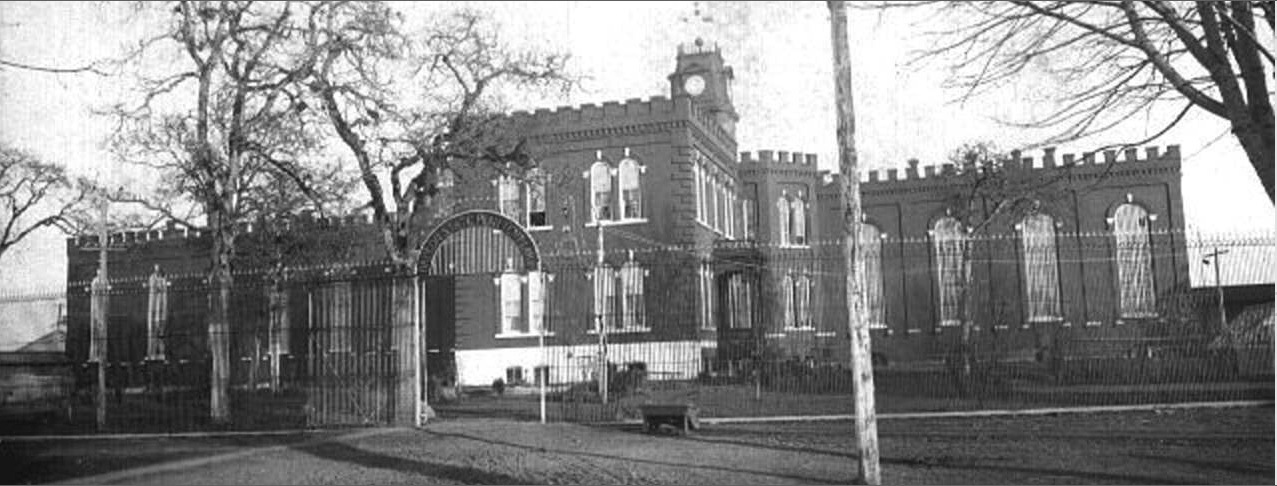
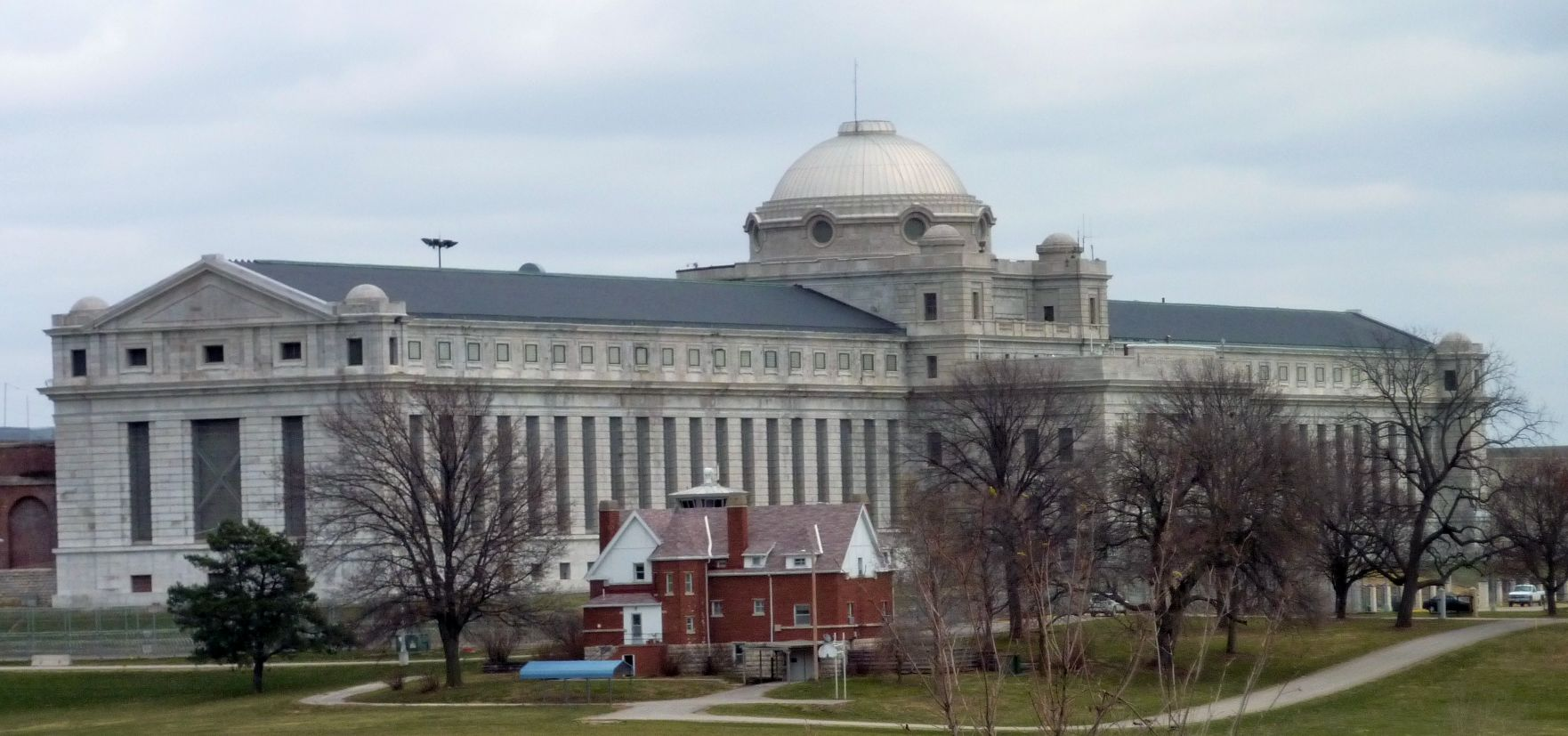

## روابط خارجية
- Carl Panzram: The Spirit of Hatred and Vengeance Official Film Site
- كارل بانزرام على موقع إن إن دي بي (الإنجليزية)
- Carl Panzram mugshots